# Monte Mario
El Monte Mario és, amb els seus 139 m d'altitud, el turó més alt de Roma. Està situat a l'àrea nord-occidental de la ciutat, a la riba dreta del Tíber. Forma part de les divisions administratives (municipio, en italià) Roma XIX i Roma XVII, tot al llarg de la Via Trionfale.
S'anomena així en record de Mario Mellini, un cardenal que a mitjan segle xv hi tenia una vil·la, avui dia seu de l'Observatori Astronòmic i el Museu Astronòmic i Copernicà. Durant la història ha rebut noms diversos, com ara Mons Vaticanus o Clivus Cinnae en època romana –del nom del cònsol Luci Corneli Cinna– o, durant l'edat mitjana, Mons Gaudii –com era conegut entre els pelegrins de la via Francígena– i Monte Malo.
És la zona més elevada de la ciutat i, juntament amb el Gianicolo i el Pincio, és un dels punts des d'on s'obtenen les millors panoràmiques de Roma, sobretot des de l'indret anomenat Zodiaco, amb vistes al sud-ed est dels barris limítrofs i del centre històric, que inclou els principals monuments arquitectònics i la Ciutat del Vaticà, i la visió abasta fins als turons del massís Albà, els monts Tiburtins i Prenestins i els cims occidentals de la serralada central dels Apenins.

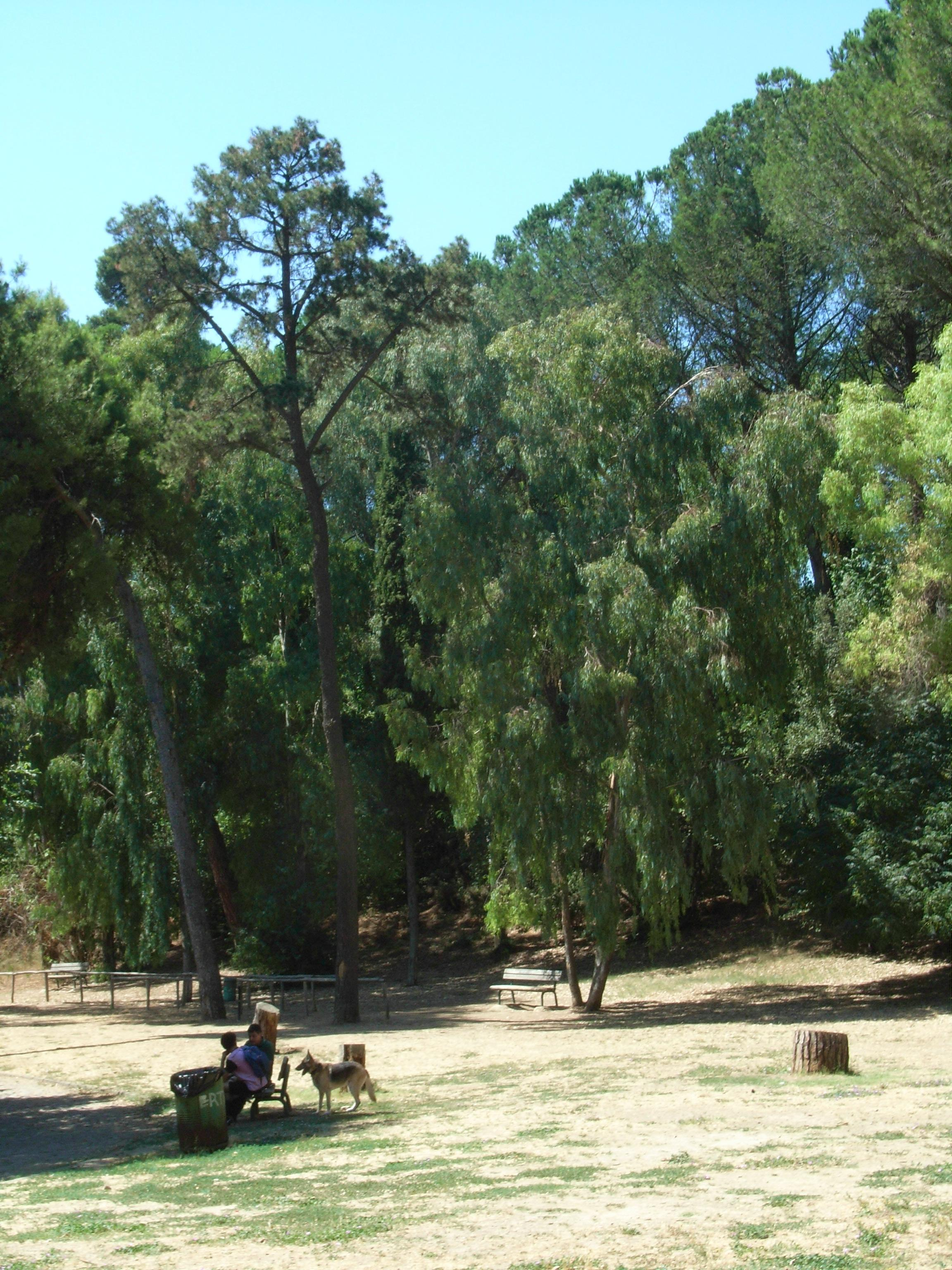
Reserva natural de Monte Mario

La zona oriental de la muntanya és una reserva natural de 206 ha, que és tot un mosaic de diversitat biològica. Al costat occidental s'hi ha construït el barri homònim de la ciutat de Roma, lloc de residència de les classes altes. Entre els edificis presents al turó hi ha, dalt de tot del cim, l'observatori i el museu esmentats; el repetidor de la RAI, el més antic de tot Itàlia; l'estació meteorològica principal de la ciutat; l'hospital universitari Agostino Gemelli, seu de la facultat de medicina i quirurgia de la Universitat Catòlica del Sagrat Cor; el campus John Felice de la Universitat Loyola de Chicago; l'hospital de San Filippo Neri; l'antic manicomi provincial de Santa Maria della Pietà, un dels més grans i antics d'Europa; i l'església i el convent de Santa Maria del Rosario, entre d'altres. Al peu del turó s'alçava antigament la Vil·la Pigneto, construïda per Pietro da Cortona i desapareguda al segle xix, els jardins de la qual s'estenien per la falda de la muntanya.
Tot i ser el turó més alt de la Roma actual, el Monte Mario no es considera un dels set turons històrics, ja que quedava més enllà dels límits de la ciutat antiga.